# Victorio
Victorio (Bidu-ya, Beduiat; ca. 1825 – 14 de outubro de 1880) foi um guerreiro e chefe do grupo Warm Springs dos Tchihendeh (ou Chihenne, frequentemente chamados de Mimbreños), uma divisão dos Apaches centrais que habitavam o que hoje são os estados americanos do Texas, Novo México, Arizona, e os estados mexicanos de Sonora e Chihuahua.
Na Guerra de Victorio, entre setembro de 1879 e outubro de 1880, ele liderou um grupo de Apaches, que nunca ultrapassou 200 homens, em uma série de confrontos contra os exércitos dos Estados Unidos e do México, além da população civil do Novo México, Texas e do norte do México, travando duas dezenas de escaramuças e batalhas. Victorio e a maioria de seus seguidores foram mortos ou capturados pelo exército mexicano na Batalha de Tres Castillos, em outubro de 1880.